# Conary
Conary 是由 rPath 公司开发的一个软件包管理器, 以通用公共許可證(CPL)发布。它的重點在於使用分布式的软件库，利用对包依賴的自動解析來安裝软件，並且它提供了一個基於 Python 的简单腳本語言，来指定如何打包。目前conary己使用於 Foresight Linux 與 rPath Linux 。
Conary 在升级软件包时，只修改有必要更新的特定文件；這種行為使得软件更新占用最少的頻寬與時間。Conary 的其它特色有支持包管理操作的 Rollback(回覆/還原)，支持 derived packages 。

## 外部連結
- Conary page on the rPath Wiki